# Siv Jensen
Siv Jensen (Oslo, 1 juni 1969) is een Noorse politica van de Fremskrittspartiet. Tussen 2006 en 2021 was ze voorzitster van haar partij, nadat ze sinds 1995 vicevoorzitter was onder Carl Ivar Hagen. Daarnaast was ze van 2013 tot 2020 minister van Financiën in het kabinet-Solberg.
Jensen, dochter van een winkelier, studeerde economie aan de Handelshogeschool van Noorwegen in Bergen. Ze was van 1993 tot 2021 lid van het Noors parlement, waar ze zich voornamelijk bezighield met Buitenlandse Zaken en Financiën. 
In januari 2020 stapte de FrP onder leiding van Jensen uit de regering na een conflict over het terughalen van een IS-bruid. Een jaar later trad Jensen terug als partijleider en werd opgevolgd door Sylvi Listhaug. 
In september 2006 verscheen een politieke biografie over Siv Jensen, geschreven door Martine Aurdal, de hoofdredacteur van het magazine Ny Tid. Jensen was ook aanwezig op de Bilderbergconferenties in Canada (2006).

## Politieke carrière
- 1997-2001: lid van het Financiëncomité van het Noors parlement
- 2001-2005: lid van het Kiescomité
- 2001-2005: lid van het uitgebreide Buitenlandcomité
- 2001-2005: leider van het Financiëncomité
- 2005-2009: eerste vicevoorzitter van het Kiescomité
- 2005-2009: lid van het Buitenlandcomité
- 2006-2021: partijvoorzitster van de Fremskrittspartiet
- 2013-2020: minister van Financiën

- Library of Congress Control Number: no2007130253
- Virtual International Authority File: 453149294145980521093